# 跨境工業區 (巴士站)
跨境工業區（葡萄牙語：Parque Industrial Transfronteirço），是一個位於澳門花地瑪堂區的終點站，位於澳門半島青洲工業園街。澳巴23、27、28B、29路線以此為中途站。

## 歷史
- 2011年6月12日，27路線開設，新增停靠本站。[1]
- 2014年12月18日，N4路線開設，以本站為總站。[2]
- 2015年8月29日，N4路線終點站由本站遷至「工業園街」站。[3]
- 2017年7月29日，8、8A路線取消停靠本站。[4]

## 路線資料
| 澳巴 | 23  | 青洲 青洲總站   | ↺ 旅遊塔                       | - 鴨涌河 - 青洲大馬路（自來水公司、聖德蘭學校） - 逸園跑狗場 - 美副將大馬路（市政狗房、望廈山、觀音堂、鮑思高） - 二龍喉公園 - 羅里基（馬六甲街停車場） - 金蓮花廣場及大賽車博物館 - 萬龍酒店及理工大學 - 高美士（南園大廈） - 宋玉生廣場 - 亞馬喇前地 - 南灣（新八佰伴、南灣湖、立法會） |
| 澳巴 | 27  | ↺ 青洲 青洲總站 | 望廈                           | - 鴨涌河 - 青茂口岸 - 台山（李寶椿街、巴波沙） - 關閘 - 祐漢 - 黑沙環（衛生中心、東方明珠、裕華） |
| 澳巴 | 28B | 青洲 青洲總站   | ↺ 媽閣 輕軌媽閣站 媽閣交通樞紐 | - 鴨涌河 - 青洲大馬路（青洲水廠、聖德蘭學校） - 台山（台山街市、三角花園） - 慕拉士（龍園、望廈、飛通大廈） - 外港碼頭 - 金蓮花廣場及大賽車博物館 - 萬龍酒店及理工大學 - 羅理基（東方拱門、治安警察局） - 南灣（中華廣場、新八佰伴） - 風順堂區（風順堂街、亞婆井前地、港務局大樓）       |
| 澳巴 | 29  | ↺ 青洲 青翠花園 | 城市日前地                     | - 鴨涌河 - 青茂口岸 - 台山（鄭觀應公立學校、新城市） - 祐漢 - 黑沙環（龍園、望廈、飛通大廈、水塘） - 金蓮花廣場及大賽車博物館 - 萬龍酒店及理工大學 - 羅理基（東方拱門、治安警察局） - 葡京酒店 - 城市日大馬路（凱旋門、永利、美高梅）                                                     |

## 鄰近公共運輸站
M267 工業園街（R. do Parque Industrial）
路線：8、8A、23、27

## 外部連結
- 澳巴官方網站 （繁體中文） （页面存档备份，存于）